# Eudora OSE
Pour les articles homonymes, voir Pénélope (homonymie).
Chronologie des versions
Eudora
Eudora OSE (anciennement Penelope) était une extension pour le client de messagerie électronique Mozilla Thunderbird.
L’extension Penelope implante certaines fonctionnalités du client de messagerie Eudora.

## Historique
Le 11 octobre 2006, Qualcomm a annoncé qu’elle mettait fin au développement du client de messagerie Eudora et que les futures versions du logiciel seraient basées sur plate-forme technologique Mozilla Thunderbird et seraient libres.
Le nom de code du projet de développement d’Eudora comme logiciel libre est Pénélope. Le nom Penelope est aussi utilisé pour désigner l’extension à Thunderbird contenant des fonctionnalités intéressantes d’Eudora et le nom Eudora est conservé pour désigner le logiciel libre tout-en-un qui remplace Eudora.
Le développement a débuté le 22 novembre 2006. La  première version bêta d’Eudora (8.0) est sortie le 31 août 2007. Les versions les plus récentes, Eudora 8.0.0b5 et Penelope 0.5a2, sont sorties le 16 janvier 2009,,.
La dernière modification effectuée sur le code du logiciel a été réalisée le 5 octobre 2010 par Jeff Beckley.
Le Wiki du projet sur Mozilla indique qu'Eudora et OSE n'existent plus et de fait ne sont plus supportés. Les utilisateurs sont invités à utiliser Mozilla Thunderbird.